# Krzysztof Marasek
Krzysztof Piotr Marasek (ur. 5 sierpnia 1958, zm. 13 listopada 2019) – polski profesor nauk technicznych, specjalista w dziedzinie sztucznej inteligencji i przetwarzania języka naturalnego, akustyki mowy, fonetyki eksperymentalnej, przetwarzania sygnałów i wibroakustyki. Ekspert w dziedzinie interakcji człowiek–komputer, długoterminowej archiwizacji i analizy treści multimedialnych. Współorganizator konferencji MIDI. 
Ukończył studia na Politechnice Warszawskiej. W 1992 r. uzyskał stopień doktora w Instytucie Podstawowych Problemów Techniki PAN w Warszawie, dysertacja nosiła tytuł „Wyznaczanie częstotliwości średniej i maksymalnej w dopplerowskim sygnale akustycznym”. W 1997 r. uzyskał stopień doktora habilitowanego na Uniwersytecie w Stuttgarcie za rozprawę „Ocena jakości głosu na podstawie elektroglottografii”. W 2015 r. odebrał tytuł profesora nauk technicznych z rąk prezydenta RP Bronisława Komorowskiego. 
W latach 1998–2004 zatrudniony na stanowisku starszego naukowca w Sony Stuttgart Technology Centre. Od 2006 r. profesor wizytujący University of North Carolina, Charlotte, USA. Członek rad naukowych IPPT PAN i IPI PAN. Kierownik Katedry Multimediów na Wydziale Informatyki PJATK, pracownik naukowy OPI PIB. 
Pełnił funkcję eksperta w programach ramowych Unii Europejskiej w dziedzinie zaawansowanego przetwarzania sygnału. Brał udział w wielu polskich i międzynarodowych projektach. Był redaktorem działu w periodyku naukowym „Archives of Acoustics”. Uhonorowany wieloma wyróżnieniami.
Jest autorem lub współautorem ponad 100 publikacji, 32 patentów amerykańskich i 18 patentów polskich.